# Kaku-nipi
Kaku-nipi (IPA: [ka:ku-nəpi:]) is een meer van 5 km² in de Canadese provincie Newfoundland en Labrador. Het meer bevindt zich in het nationaal park Mealy Mountains in het oosten van de regio Labrador.

## Toponymie
De benaming Kaku-nipi komt uit het Innu, de taal van het gelijknamige volk dat traditioneel in het gebied leeft. De naam betekent letterlijk "stekelvarkensmeer". Het is een van de weinige meren in de omgeving dat een officiële naam draagt.

## Geografie
Kaku-nipi is een bijzonder langwerpig meer met langs zijn zuidwest-noordoostas een lengte van 9,5 km tegenover een maximale breedte van 900 m. Het heeft zijn vorm te danken aan zijn ligging in een dal van de afgelegen Mealy Mountains. Het meer ligt in het zuidwesten van het naar dat gebergte vernoemde nationaal park.
Langs zijn noordoostelijke uiteinde watert het meer via een naamloze rivier af. Na over een afstand van ruim 60 km doorheen enkele andere meren te stromen en door andere rivieren aangevuld te worden, mondt deze rivier uiteindelijk uit in de Eagle River.